# Artemijs Žižins
Artemijs Žižins (ur. 2 czerwca 2006) – łotewski zawodowy snookerzysta. Zdobył dwuletnią kartę na World Snooker Tour na sezony 2024/2025 i 2025/2026. Jest pierwszym w historii profesjonalnym snookerzystą pochodzącym z Łotwy.

## Kariera
W 2022 roku został mistrzem Europy U-16, pokonując w półfinale Liama Daviesa, a w finale Mołdawianina Vladislava Grădinariego.
W czerwcu 2023 roku, tuż po swoich 17. urodzinach, Žižins pokonał pięciokrotnego mistrza Rodiona Judina 5–2 i zdobył swoje pierwsze mistrzostwo Łotwy w snookerze.
W marcu 2024 roku dotarł do półfinału mistrzostw Europy U-18, gdzie przegrał z późniejszym mistrzem, Węgrem Bulcsú Révészem.

### 2024/2025
W maju 2024 roku wziął udział w European Q School i odniósł zwycięstwa nad byłym zawodowcem Julianem Bojko z Ukrainy oraz 4–2 nad weteranem Markiem Joyce’em. W ostatniej rundzie pokonał Kaydena Brierleya i zapewnił sobie dwuletnie miejsce w World Snooker Tour, począwszy od sezonu snookerowego 2024/2025. W czerwcu 2024 roku zadebiutował w Championship League 2024 w Leicester, przegrywając 0–3 z byłym mistrzem świata Johnem Higginsem.
W lipcu 2024 roku odniósł zwycięstwo 5–3 nad doświadczonym profesjonalistą Robbiem Williamsem w kwalifikacjach do Xi’an Grand Prix. Dotarł do trzeciej rundy turnieju Saudi Arabia Snooker Masters 2024, gdzie został pokonany przez Thepchaiyę Un-Nooh. W poprzedniej rundzie zdobył 137 punktów w decydującym frejmie, odnosząc zwycięstwo nad Xu Si. Podczas turnieju English Open 2024 w Brentwood we wrześniu 2024 roku dotarł do 1/64 finału, pokonując Duane’a Jonesa i Robbiego Williamsa. Zakwalifikował się do German Masters 2025, pokonując  porywczego Anglika Matthew Selta 5–4.

## Występy w turniejach w karierze
| Ranking                      |     | 78 |
| Turnieje rankingowe          |     |    |
| Championship League          | RR  | 2R |
| Xi’an Grand Prix             | 1R  |    |
| Saudi Arabia Snooker Masters | 3R  |    |
| English Open                 | 1R  |    |
| British Open                 | LQ  |    |
| Wuhan Open                   | LQ  |    |
| Norther Ireland Open         | LQ  |    |
| International Championship   | LQ  |    |
| UK Championship              | LQ  |    |
| Shoot Out                    | 2R  |    |
| Scottish Open                | LQ  |    |
| German Masters               | 1R  |    |
| Welsh Open                   | LQ  |    |
| World Open                   | DNQ |    |
| World Grand Prix             | DNQ |    |
| Players Championship         | DNQ |    |
| Tour Championship            | DNQ |    |
| Mistrzostwa świata           | LQ  |    |

| Legenda tabeli wyników              | Legenda tabeli wyników       | Legenda tabeli wyników                     | Legenda tabeli wyników                                                              | Legenda tabeli wyników                     | Legenda tabeli wyników                     |
| ----------------------------------- | ---------------------------- | ------------------------------------------ | ----------------------------------------------------------------------------------- | ------------------------------------------ | ------------------------------------------ |
| LQ                                  | odpadnięcie w kwalifikacjach | #R                                         | odpadnięcie we wczesnej fazie turnieju (WR = runda dzikich kart, RR = faza grupowa) | QF                                         | przegrana w ćwierćfinale                   |
| SF                                  | przegrana w półfinale        | F                                          | przegrana w finale                                                                  | W                                          | zwycięstwo                                 |
| DNQ                                 | nie zakwalifikował/a się     | A                                          | nie brał/a udziału                                                                  | WD                                         | zrezygnował/a w trakcie turnieju           |
| Legenda oznaczeń w tabelach wyników |                              |                                            |                                                                                     |                                            |                                            |
| NH / Nie roz.                       | NH / Nie roz.                | Turniej nie odbył się.                     | Turniej nie odbył się.                                                              | Turniej nie odbył się.                     | Turniej nie odbył się.                     |
| NR / Nie-rank.                      | NR / Nie-rank.               | Turniej nie był zaliczany jako rankingowy. | Turniej nie był zaliczany jako rankingowy.                                          | Turniej nie był zaliczany jako rankingowy. | Turniej nie był zaliczany jako rankingowy. |
| R / Rank.                           | R / Rank.                    | Turniej był zaliczany jako rankingowy.     | Turniej był zaliczany jako rankingowy.                                              | Turniej był zaliczany jako rankingowy.     | Turniej był zaliczany jako rankingowy.     |
| MR / Minor-Rank.                    | MR / Minor-Rank.             | Turniej był zaliczany jako minor ranking.  | Turniej był zaliczany jako minor ranking.                                           | Turniej był zaliczany jako minor ranking.  | Turniej był zaliczany jako minor ranking.  |

## Finały w karierze

### Finały amatorskie: 5 (4-1)
| Rezultat  |    | Rok  | Turniej                              | Przeciwnik            | Wynik |
| --------- | -- | ---- | ------------------------------------ | --------------------- | ----- |
| Zwycięzca | 1. | 2020 | Baltic Snooker League - Wydarzenie 2 | Wilius Schulte-Ebbert | 4–1   |
| Finalista | 1. | 2022 | Mistrzostwa Łotwy amatorów           | Andrej Pripjoks       | 0–5   |
| Zwycięzca | 2. | 2022 | Mistrzostwa Europy do lat 16         | Vladislav Grădinari   | 2–1   |
| Zwycięzca | 3. | 2023 | Mistrzostwa Łotwy amatorów           | Rodion Judin          | 5–2   |
| Zwycięzca | 4. | 2024 | Mistrzostwa Łotwy amatorów (2)       | Andrej Pripjoks       | 5–3   |